# ふぐ条例
ふぐ条例（ふぐじょうれい）とは、ふぐ料理に関してフグの毒（テトロドトキシン）に起因する危害の発生を防止することを目的とした、食品衛生法を根拠法令とした条例である。

## 概要
1948年（昭和23年）に、大阪府が制定した『ふぐ販売営業取締条例』（昭和23年大阪府条例第55号）が最初である。
ふぐ料理について、営業施設・処理施設・調理師などを管理について規定し、各都道府県でふぐ調理師の試験制度などの細かな違いが存在する。大阪府の条例を例に取ると、ふぐ販売営業を許可制とし、専任のふぐ取扱登録者、ふぐ調理師によるフグ毒を除去する調理と、有毒部分の適切な処理を義務付けている。
条例で定めていなくても、ふぐ取扱指導要綱という形で規定している地方公共団体もある。
高知県では「ふぐ取扱い条例」（昭和36年高知県条例第34号）第1条により条例のある都府県で唯一「サバフグ」と「ヨリトフグ」は条例の対象外としていたが、「食品衛生法等の一部を改正する法律」（平成30年法律第46号）の施行に伴い2020年（令和2年）3月27日に公布した「ふぐ取扱い条例の一部を改正する条例」（令和2年高知県条例第13号）により、除外規定を削除した。この規定は2021年（令和3年）6月1日から施行された。

## 都府県の条例
| 都道府県 | 題名                                 |
| -------- | ------------------------------------ |
| 埼玉県   | 埼玉県ふぐの取扱い等に関する条例     |
| 千葉県   | ふぐの取扱い等に関する条例           |
| 東京都   | 東京都ふぐの取扱い規制条例           |
| 神奈川県 | 神奈川県ふぐ取扱及び販売条例         |
| 静岡県   | 静岡県ふぐの取扱い等に関する条例     |
| 愛知県   | 愛知県ふぐ取扱い規制条例             |
| 富山県   | 富山県ふぐの取扱いに関する条例       |
| 石川県   | 石川県ふぐの処理等の規制に関する条例 |
| 福井県   | 福井県ふぐの処理に関する条例         |
| 滋賀県   | 滋賀県ふぐの取扱いの規制に関する条例 |
| 京都府   | ふぐの取扱い及び販売に関する条例     |
| 大阪府   | 大阪府ふぐ処理業等の規制に関する条例 |
| 奈良県   | ふぐの販売及びふぐ処理師に関する条例 |
| 岡山県   | 岡山県ふぐ調理等規制条例             |
| 山口県   | ふぐの処理の規制に関する条例         |
| 鳥取県   | 鳥取県ふぐの取扱い等に関する条例     |
| 徳島県   | 徳島県ふぐの処理等に関する条例       |
| 香川県   | 香川県ふぐの処理等に関する条例       |
| 愛媛県   | 愛媛県ふぐ取扱者条例                 |
| 高知県   | 高知県ふぐ取扱い条例                 |
| 福岡県   | 福岡県ふぐ取扱条例                   |
| 熊本県   | 熊本県ふぐ取扱条例                   |
| 大分県   | 大分県食の安全・安心推進条例         |
| 宮崎県   | ふぐ取扱条例                         |
| 鹿児島県 | ふぐの取扱いの規制に関する条例       |